# Finette Agyapong
Finette Agyapong (* 1. Februar 1997 in London) ist eine britische Sprinterin, die sich auf den 200-Meter-Lauf spezialisiert.

## Sportliche Laufbahn
Erste internationale Erfahrungen sammelte Finette Agyapong bei den U20-Weltmeisterschaften 2016 im polnischen Bydgoszcz, bei denen sie im 200-Meter-Lauf in 23,74 s den siebten Platz belegte. Zudem kam sie mit der britischen 4-mal-100-Meter-Staffel im Vorlauf nicht ins Ziel. Im Jahr darauf siegte sie in 22,87 s bei den U23-Europameisterschaften ebendort und kam mit der Staffel erneut in der ersten Runde nicht ins Ziel. 2018 nahms sie erstmals an den Commonwealth Games im australischen Gold Coast teil und erreichte dort das Halbfinale, in dem sie mit 23,38 s ausschied. Zudem gelangte sie mit der englischen 4-mal-400-Meter-Staffel in 3:27,21 min auf den vierten Platz. Bei den Europameisterschaften in Berlin trug sie durch ihren Einsatz im Vorlauf der 4-mal-400-Meter-Staffel zum Gewinn der Bronzemedaille bei.
Bei den IAAF World Relays 2019 in Yokohama schied sie in der gemischten Staffel in 3:20,49 min im Vorlauf aus und anschließend gewann sie bei den U23-Europameisterschaften in Gävle mit der 4-mal-400-Meter-Staffel in 3:32,91 min die Silbermedaille hinter der polnischen Mannschaft.
2017 und 2018 wurde Agyapong britische Hallenmeisterin im 200-Meter-Lauf. Sie ist Studentin an der Brunel University in London.

## Bestleistungen
- 100 Meter: 11,49 s (+1,9 m/s), 1. Juli 2017 in Birmingham
  - 60 Meter (Halle): 7,35 s, 17. Februar 2018 in Birmingham
- 200 Meter: 22,86 s (+1,3 m/s), 15. Juli 2017 in Bydgoszcz
  - 200 Meter (Halle): 23,30 s, 18. Februar 2018 in Birmingham